# 諾蓋汗國
諾蓋汗國（Nogai Horde）是一个位于里海钦察草原上的突厥语族游牧汗国。由15世纪生存至17世纪，至卡尔梅克人来到为止。这里居民是诺盖人。他们由阿瓦尔人、钦察人、可萨人、佩切涅格人与蒙古人融合而成。汗国名称来自領袖那海（Nogai）。

## 社会

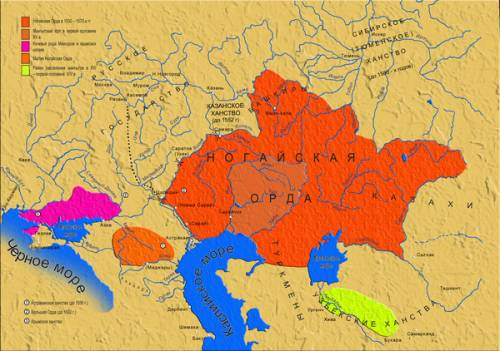
諾蓋部落的游牧地區。橙色：15世紀末諾蓋汗統治下的諾蓋汗國；黯橙色：16世紀末在乌拉尔河/亞克河上的殘餘部落；淺橙色：17世紀中葉從卡爾梅克人遷徙後在北高加索斯塔夫罗波尔边疆区和达吉斯坦共和国的大部落；粉紅色：位於黑海一帶的小玉茲；黃色：布哈拉汗国(阿斯特拉罕王朝)。

诺盖人有二种：第一种位於裏海北岸一帶，直到1632年被卡尔梅克汗国進駐吸收；第二种先是在裏海西岸的阿斯特拉罕汗国生活，后来遷徙到黑海北岸的克里米亚。
當時诺盖人大致分布在裏海以北与黑海以北，有一部分的人亦服从克里米亚汗国。他们说钦察语，与巴什基尔人、哈萨克人、鞑靼人的語言相同。他们是牧民，也捕奴，他们把奴隶卖给布哈拉汗国。他们有個首都在乌拉尔河下游，社会组织是部落，头人是米尔咱。后来此汗国因内乱被哈萨克汗国入侵而削弱，最終使此汗国被卡爾梅克汗國吞併而走向瓦解。